# Ctenomys tulduco
El tuco-tuco tulduco o tuco-tuco del Tontal (Ctenomys tulduco) es una especie de roedor del género Ctenomys de la familia Ctenomyidae. Habita en el centro-oeste del Cono Sur de Sudamérica.

## Taxonomía
Esta especie fue descrita originalmente en el año 1921 por el zoólogo británico Oldfield Thomas.
Localidad tipo
La localidad tipo referida es: “Los Sombreros, a una altitud de 2700 msnm, sierra del Tontal, provincia de San Juan, Argentina”.
Etimología
El término específico refiere al nombre popular con que se designa en Chile y Cuyo a pequeños roedores que viven en madrigueras subterráneas: ‘‘tulduco’’ o ‘‘tunduco’’. 
Caracterización y relaciones filogenéticas
En el año 1961, Cabrera la trató como una subespecie de Ctenomys fulvus (es decir: Ctenomys fulvus tulduco), sin embargo posteriormente otros autores la elevaron nuevamente a la condición de especie plena.
Además, esta especie está relacionada con C. coludo, C. famosus y C. johannis.

## Distribución geográfica y hábitat
Esta especie es endémica de la vertiente oriental de la sierra del Tontal correspondiente al departamento Sarmiento, provincia de San Juan, centro-oeste de la Argentina. 

## Conservación
Según la organización internacional dedicada a la conservación de los recursos naturales Unión Internacional para la Conservación de la Naturaleza (IUCN), al tener una distribución poco extendida y sufrir algunas amenazas, la clasificó como una especie “casi amenazada” en su obra: Lista Roja de Especies Amenazadas.